# Тханьхоа (футбольный клуб)
«Тханьхоа» (вьет. Thanh Hóa) — вьетнамский футбольный клуб, представлявший одноимённые город и провинцию.
Клуб также носил названия «Конган Тханьхоа» (1964—2000) и «Халида Тханьхоа» (2005—2008). В 2009 году команда заняла последнее место в V-лиге и в результате была расформирована. В том же году был расформирован самый титулованный клуб Вьетнама «Тхеконг». Из игроков «Тханьхоа» и «Тхеконга» был собран новый коллектив, получивший название «Ламсон Тханьхоа». В наследство от «Тхеконга» «Ламсон» получил место в V-лиге и право сыграть в Суперкубке, где клуб-дебютант одержал победу над «Данангом». С 2012 года команда играет под старым названием «Тханьхоа».

## Достижения
- Чемпионат Вьетнама:

Серебряный призер (2): 2017, 2018
Бронзовый призёр (2): 2014, 2015
- Суперкубок Вьетнама:

Победитель (1): 2009

## Выступления в чемпионатах Вьетнама
| Сезон    | 2010 | 2011 | 2012 | 2013 | 2014 |
| -------- | ---- | ---- | ---- | ---- | ---- |
| Дивизион | 1    | 1    | 1    | 1    | 1    |
| Место    | 12   | 7    | 11   | 5    | 3    |

## Известные игроки
- Патийо Тамбве